# Fizeșu Gherlii (gmina)
Fizeșu Gherlii – gmina w Rumunii, w okręgu Kluż. Obejmuje miejscowości Bonț, Fizeșu Gherlii, Lunca Bonțului, Nicula i Săcălaia. W 2011 roku liczyła 2564 mieszkańców.